# Tumua Anae
Tumuaialii „Tumua“ Anae (* 16. Oktober 1988 in Honolulu) ist eine US-amerikanische Wasserballspielerin, die für den Verein SoCal Wasserball aktiv ist. Sie gewann bei den Olympischen Sommerspielen 2012 in London mit der Nationalmannschaft die Goldmedaille. Anae bekleidet die Position der Torhüterin und ist in der Nationalmannschaft die zweite Torhüterin nach Betsey Armstrong.

## Sportlicher Werdegang
Zunächst mit ihrer Schwester Jordan als Schwimmerin aktiv, wurde sie von Freunden gebeten, in einem Wasserballspiel auszuhelfen, wonach sich beide dem Wasserballsport widmeten. Anae spielte bereits an der Corona del Mar High School organisiert Wasserball und wurde zur zweitbesten Spielerin ihrer Division gewählt. Ab 2007 besuchte Anae die University of Southern California, wo sie ebenfalls im Wasserballsport aktiv war; zeitweise zusammen mit ihrer Schwester. Hier zeigte sie sehr gute Leistungen, weshalb sie für verschiedene Auswahlmannschaften, insbesondere die All-American-Wasserballmannschaft, nominiert wurde.
Im Jahr 2010 spielte Anae ihre letzte Saison für die Universität. Mit insgesamt 714 gehaltenen Bällen und 270 gehaltenen Bällen in einer Saison sowie 20 gehaltenen Bällen in einem Spiel brach sie damit die bisherigen Rekorde der Universität. Ebenfalls in diesem Jahr wurde Anae zum ersten Mal für die US-amerikanische Wasserballnationalmannschaft berufen. Dort hat sie sich seitdem als Ersatz-Torhüterin hinter Betsey Armstrong etabliert und gewann in der Wasserball-Weltliga 2011 und 2012, bei den Panamerikanischen Spielen 2011 und den Olympischen Sommerspielen 2012 jeweils die Goldmedaille.

## Privatleben
Anae lebt heute in Newport Beach. An der dortigen Universität studierte sie Journalismus.